# Judar

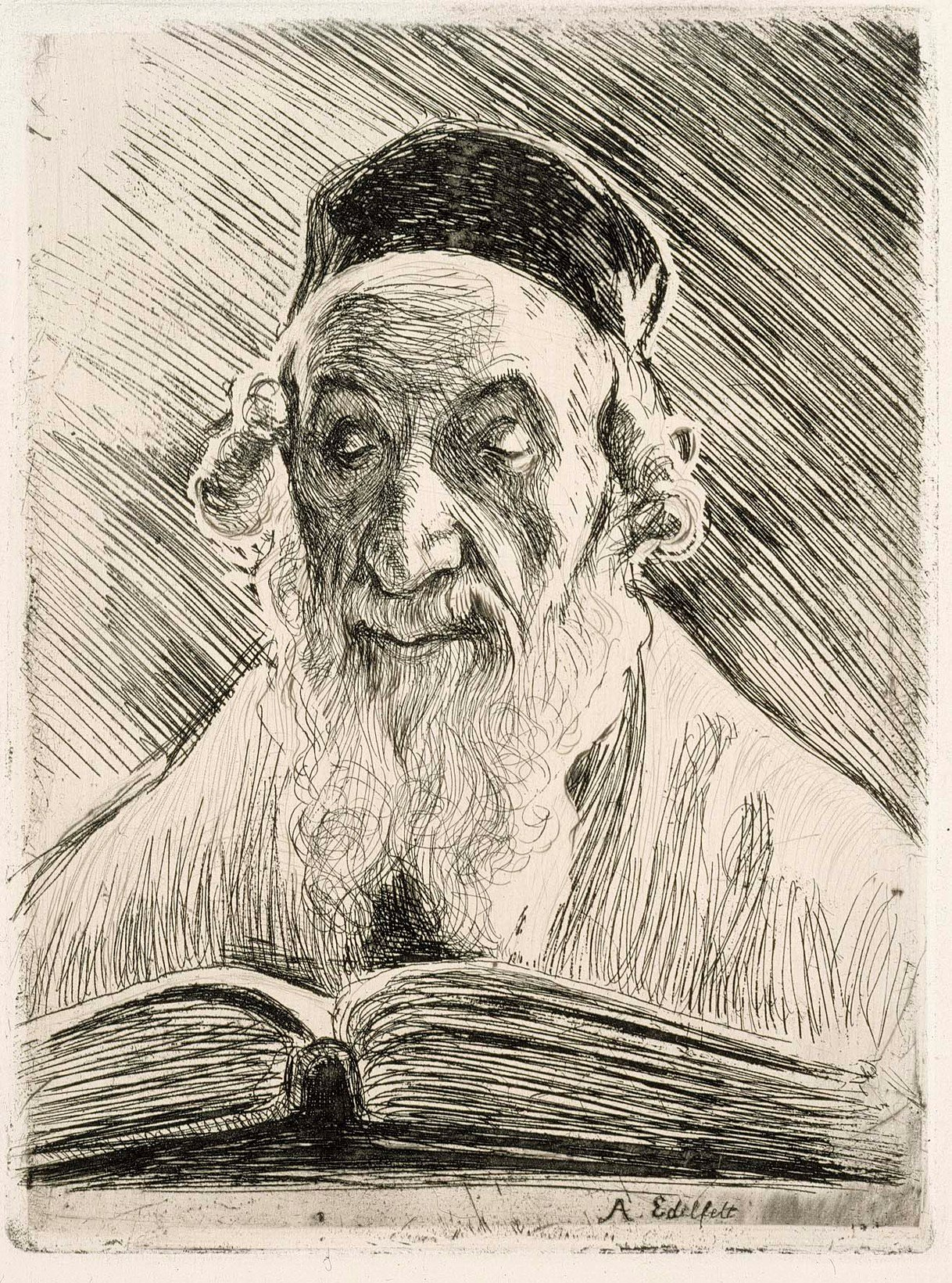
Läsande rabbi ritad av Albert Edelfelt

Judar (hebreiska: יְהוּדִים, hebreiskt uttal: [jehuˈdim]) är en etno-religiös grupp som har spridits över världen från det område öster om Medelhavet som benämns Kanaan, Palestina och Israel. Judar som etnisk grupp definieras delvis av sin etniska religion, judendom, men en person kan också vara ateist och fortfarande uppfatta sig som en del av det judiska folket. Enligt i huvudsak ortodox judisk religiös (halachisk) tradition är en jude någon som fötts av en judisk mor eller konverterat för en erkänd rabbin. Ur en sekulär synpunkt är judedom en kulturell identitet, som den enskilde bekräftar eller eventuellt kan avvisa, och därmed upphöra med att vara jude.   
Antalet judar i dag är ungefär 13,8 miljoner, varav ungefär 18 000 i Sverige.

## Historia
Enligt biblisk tradition var Israels folk ursprungligen uppdelade på tolv stammar efter patriarken Jakobs söner. Efter storkonungen Salomos död splittrades riket i två delar på 900-talet f.Kr. Stammarna i det norra riket, Israel, kom med tiden att assimileras med omgivande folkslag. Dagens judar räknar enligt traditionen sin härkomst från det södra riket, Juda, och stammarna Juda, Benjamin och Levi. Majoriteten av dagens judar, drygt tio miljoner, tillhör den ashkenaziska etniska gruppen.
Det judiska folket är genom sin historia bärare av den judiska religionen.

### Historia i Sverige
Skandinaviens första synagoga, Marstrands synagoga, inrättades i Marstrand. 1782 fick judar lov att bosätta sig i Stockholm, Göteborg och Norrköping genom judereglementet. Några år senare utsträcktes tillståndet att även gälla Karlskrona. Först år 1870 fick emellertid svenska judar fulla medborgerliga rättigheter.

### Historia i Finland
Enligt judereglementet tilläts inga judar i den del av Sverige, som avträddes till Kejsardömet Ryssland vid freden i Fredrikshamn 1809. Eftersom svensk lag (och därigenom judereglementet) fortsatte att gälla i Finland under den ryska tiden, har Finlands judar en helt annan bakgrund än de svenska, men kom av historiska skäl ändå att bli till modersmålet svenskspråkiga, trots att de invandrade som jiddischtalande ryska kantonister med början på 1830-talet.

## Inriktningar
Det finns olika inriktningar i judendomen. De största är ortodox judendom, konservativ judendom och reformjudendom.

### Konvertiter
Judendomen är en etnisk religion och försöker inte omvända människor – den avskräcker vanligtvis till och med att konvertera. Det är dock fortfarande möjligt att konvertera till judendomen. Judendomen fokuserar på tron att Gud har ett förbund med det judiska folket, och att konvertera till judendomen är inte bara en religiös förändring utan det innebär också att gå med i det judiska folket och därför bli en del av förbundet. En konvertit förväntas hålla den judiska lagen.

## Hemmahörighet

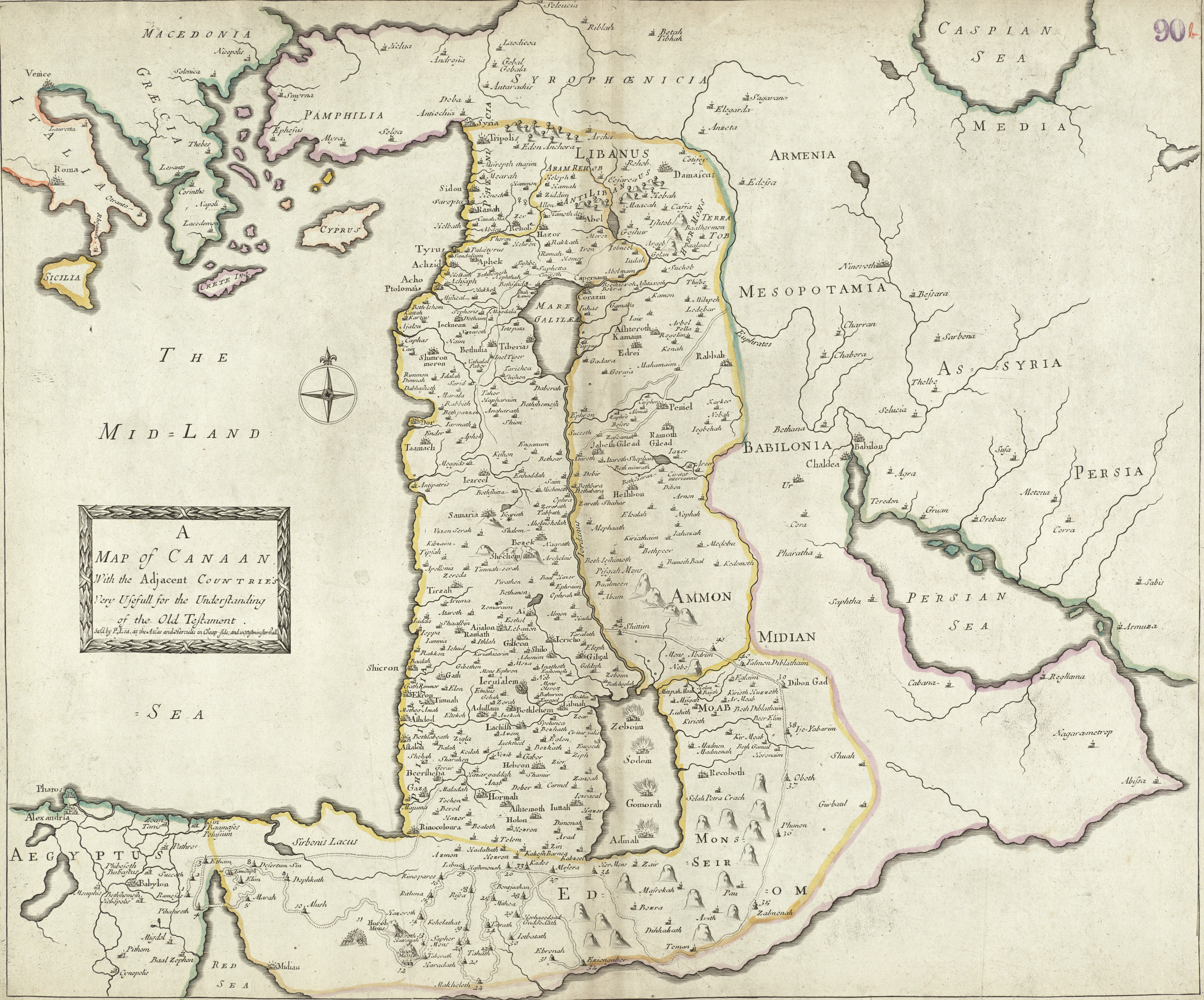
Karta över Kanaan

### Israel
I judisk religiös tradition har Kanaan eller Israels land räknats som judarnas löftesland sedan Gud lovade Abraham landet.
I förskingringen, den judiska diasporan, har önskan om judarnas återvändande sedan Romarnas utplånande av Judea reflekterats i flera judiska böner och i välsignelser såsom "Nästa år i Jerusalem" ur Pesach Haggadan. Sionismen växte fram under 1800-talet som modern ideologi men judar hade flyttat tillbaka till området ända sedan medeltiden. I vågor blev de utvisade av olika imperier men det fanns alltid en judisk närvaro i det område som kallades Palestina ända sedan år 70. I Balfourdeklarationen från 1917 lovade den brittiske utrikesministern att verka för att en judisk stat skulle bildas i regionen Palestina. Efter folkmordet på sex miljoner judar under det andra världskriget stärktes den sionistiska saken och de vågor av migration som redan kommit till området skulle komma att förstoras av hundratusentals flyktingar från Europa och Mellanöstern.

#### Judar utanför Israel
Det har även under diasporan funnits judar kvar i Palestina som minoritet. Majoriteten lever dock fortfarande utanför Israel.
USA är sedan andra världskriget det land i världen där det bor flest judar - för närvarande[när?] cirka 6 miljoner (2 procent av USA:s folkmängd) – varav 2 miljoner i New Yorks storstadsområde.

## Genetiska studier
Genetiska studier visar att de flesta judar världen över är besläktade och härstammar från Mellanöstern. Deras gener kan spåras bakåt till förfäder som bör ha kommit från Persien och Babylon, området som nu utgörs av Iran och Irak. Det genetiska trädet visar att för mellan 100 och 150 generationer sedan, det vill säga för cirka 2 500 år sedan, delades ursprungspopulationen i två delar. Den ena delen har spridit sig i Europa och Nordafrika, medan den andra har stannat i Mellanöstern. Detta sammanfaller med när judarna tvingades i exil under Nebukadnessar II i det som kallas den babyloniska fångenskapen.
Man har även funnit bevis för en stor konverteringsvåg till judendomen under romartiden, då upp emot 10 procent av Romarrikets befolkning var judar, vilket beräknas ha varit fem till sju miljoner (av rikets cirka 60 miljoner) invånare. Det fanns också några konvertiter till judendomen i det medeltida Europa som gick med i befintliga judiska samfund. Till exempel hade slaviska proselyter en stor inverkan på genetiken hos det judiska samfundet "Erfurt-EU" i Erfurt, Tyskland på 1300-talet, och detta visar konventionell forskning, och en minskad påverkan på den genetiska sammansättningen av moderna ashkenaziska judar i Östeuropa. Dessutom fanns det mycket lite genetiska bidrag till ashkenazer i Östeuropa från folk som levde i Kaukasus, inklusive khazarer och alaner. Andra judiska samfund hade också många konvertiter som anslöt sig till dem. Marockanska judar från Marocko härstammar från en kombination av Juda folk, nordafrikanska berber och européer. Jemenitiska judar har mitokondrie-DNA haplogrupper som också finns bland icke-judiska invånare i Jemen. Forskaren Jon Entine har forskat på bland annat kohanim-grupper men han exkluderar så kallade levitiska grupper av judar, vilket gör att man redan där ser två eller flera grupper inom judendom vilket skulle visa att det råder en viss mångfald bland judar men att just kanske kohanim-grupper har en starkare släktskap gemensamt som möjligen sträcker sig till mellanöstern eller medelhavet.
På familytreedna.com finns ett judiskt dna-projekt med mer än 1 000 testade. I detta projekt är det flera så kallade haplogrupper som finns registrerade vilket visar på ett blandat ursprung bland de testande. Både dna-grupper från Västeuropa R-M269, Östeuropa R-M512, Levanten (J-M172) och Nordafrika (E-M34) finns överrepresenterade, vilket visar på ett blandat ursprung. Det finns också italienska och grekiska dna-grupper representerade, och de innehåller också haplogrupper från Nordafrika och resten av Mellanöstern. Så det är svårt att definiera mellanöstern-dna, då de europeiska länderna vid Medelhavet varit utsatta för konstant blandning av folk från Nordafrika och Levanten ända sedan forntiden, i flera vågor.